# Ameiurus platycephalus
Ameiurus platycephalus е вид лъчеперка от семейство Ictaluridae. Видът е незастрашен от изчезване.

## Разпространение
Разпространен е в САЩ.

## Описание
На дължина достигат до 29 cm.
Продължителността им на живот е около 7 години. Популацията на вида е стабилна.